# Metódio de Olimpos
Metódio de Olimpos (m. ca. 311) foi um bispo cristão, autor eclesiástico e um mártir. Ele é considerado um santo e um dos padres da igreja.

## Vida
Poucos relatos sobreviveram sobre a vida do primeiro oponente científico de Orígenes e mesmo este pouco que nos restou apresenta muitas dificuldades. Eusébio de Cesareia não o menciona em sua História Eclesiástica, provavelmente porque Metódio se opunha às várias teorias de Orígenes. Assim, ficamos em débito com Jerônimo por seu primeiro relato sobre ele em De Viris Illustribus. De acordo com ele, Metódio foi bispo em Olimpos na Lícia e depois foi bispo em Tiro. Esta última afirmação não é confiável, pois nenhum autor grego jamais citou-o como bispo de Tiro e, de acordo com Eusébio, Tirânio era bispo de Tiro durante as perseguição de Diocleciano e morreu mártir. Após esta perseguição, Paulino foi eleito bispo da cidade. Jerônimo adiciona ainda que Metódio foi martirizado no final da última perseguição, ou seja, sob Maximino Daia (311 d.C.). Embora ele diga que "alguns afirmem" que isto possa ter ocorrido sob o imperador Décio e Valeriano em Cálcis, esta frase (em latim: ut alii affirmant no original) - que mostra incerteza da parte dele - é indício de que seja improvável. Várias tentativas já foram feitas para tentar decifrar o erro sobre a menção a Tiro como sendo um bispado de Metódio e é possível que o santo tenha sido transportado para lá durante as perseguições, onde teria morrido.
Segundo a tradição cristã, Metódio morreu decapitado.

## Obras
Metódio tinha uma educação filosófica muito completa e era um importante teólogo assim como um sofisticado e prolífico autor. Cronologicamente, suas obras podem ser atribuídas de maneira geral ao final do terceiro e começo do quarto século. Ele se tornou especialmente importante na história da literatura teológica por ter combatido os vários pontos de vista do grande Orígenes de Alexandria. Ele atacou particularmente sua doutrina sobre o corpo do homem na ressurreição não ser o mesmo corpo que ele tinha em vida, assim como a sua ideia sobre o mundo ser eterno. De toda forma, ele reconheceu o grande serviço prestado por Orígenes à teologia eclesiástica.
Assim como Orígenes, ele foi fortemente influenciado pela filosofia de Platão e se utiliza constantemente da explicação alegórica das Escrituras. De suas numerosas obras, apenas uma nos chegou completa no original em grego: o diálogo sobre a virgindade, com o título Banquete, ou Sobre a Virgindade (em grego:  Symposion he peri hagneias) No diálogo, composto com referências a O Banquete de Platão, ele apresenta um refeição festiva com dez virgens num jardim de Aretê, no qual cada um dos participantes elogia a virgindade cristã e sua sublime excelência. Ele conclui com um hino sobre Jesus como "noivo da Igreja". Fragmentos maiores foram preservados em diversos outros escritos cristãos em grego e sabemos de outras obras de antigas versões em eslavônico, ainda que algumas estejam abreviadas.
As seguintes obras são em formato de diálogo:
1. Sobre o Livre-Arbítrio (peri tou autexousiou), um importante tratado atacando a visão gnóstica da origem do mal e comprovando a liberdade da vontade humana.
2. Sobre a Ressurreição (Aglaophon he peri tes anastaseos), no qual ele defende a teoria de que o mesmo corpo que o homem tem em vida será elevado à incorruptibilidade na ressurreição, em oposição às ideias de Orígenes.

Enquanto grandes trechos do original em grego destas duas obras tenham sido preservados, existem apenas versões eslavônicas dos quatro tratados menores listados abaixo:
1. De vita, sobre a vida e a ação racional, que exorta à satisfação nesta vida e à esperança na vida que virá.
2. De cibis, sobre o as leis dietárias judaicas, sobre o bezerro que é mencionado no Levítico (Levítico 9:3 e seguintes) como uma explicação alegórica das leis sobre comida do Antigo Testamento e sobre a novilha vermelha do Livro dos Números (Números 19:2 e seguintes).
3. De lepra, sobre a lepra, para Sistelius, um diálogo entre Eubulius (Metódio) e Sistelius sobre o senso místico das referências aos leprosos do  Antigo Testamento (por exemplo, em Levítico 13:1 e seguintes)
4. De sanguisuga, sobre o sanguessuga no Livro dos Provérbios (Provérbios 30:15 e seguintes) e sobre o texto «O meu escudo, o meu Salvador poderoso, meu alto refúgio» (Salmos 18:2).

Sobre outras obras, que não sobreviveram, Jerônimo menciona um grande tratado contra Porfírio, o neoplatonista que publicara um livro atacando o Cristianismo, um tratado sobre a Pythonissa, dirigido contra Orígenes, comentários sobre o Gênesis e sobre o Cântico dos Cânticos. Outros autores lhe atribuíram a obra Sobre os mártires, e um diálogo, Xenon. Neste último, ele se opõe à doutrina de Orígenes sobre a eternidade do mundo.
A obra Apocalipse de Pseudo-Metódio, do século VII, é uma pseudepígrafe. Uma parte de suas obras foi publicada por Combefisius.